# The Saboteur
(Veronique Rousseau)
The Saboteur è un videogioco action-adventure del 2009, sviluppato da Pandemic Studios e pubblicato da Electronic Arts per PlayStation 3, Xbox 360 e Windows
Il gioco è uscito in Europa il 4 dicembre 2009 e in Nord America l'8 dicembre 2009.

## Trama
Il gioco è ambientato nella città di Parigi nel 1940, durante la seconda guerra mondiale.
Il protagonista del gioco è l'irlandese Sean Devlin (basato sull'eroe di guerra William Grover-Williams), pilota di auto da corsa in Francia. Sean si reca in Germania per disputare una gara sul circuito di Saarbrücken con il suo team composto da Vittore Morini, il suo meccanico di fiducia, Jules Rousseau, suo carissimo amico, e Veronique, la sorella di Jules.
Prima di partecipare alla gara, il team si incontra presso il bar Red Ox di Saarbrücken. Qui Sean fa la conoscenza dell'arrogante Kurt Dierker, suo rivale favorito nella corsa, con cui scatena una rissa dopo alcuni apprezzamenti poco gentili su Veronique. Fuori dal bar, Sean e Jules si trovano circondati dalla Gestapo, ma vengono salvati da Skylar Sinclair, una vecchia fiamma di Sean a sua volta pilota di auto da corsa. Dopo un breve inseguimento, i tre riescono a scappare e ad arrivare al loro albergo.
Il giorno successivo, Sean e Kurt disputano la gara. Il tedesco è tallonato da vicino da Sean che sta quasi per superarlo vincendo la gara, ma Dierker spara alle gomme dell'auto di Sean facendolo finire fuori strada.
Decisi a vendicarsi nonostante i consigli opposti di Veronique e Vittore, Sean e Jules seguono il tedesco presso la sua fabbrica di auto, rubano l'auto con cui il tedesco ha vinto la corsa e la buttano giù da un precipizio. I due vengono sorpresi a godersi il risultato del loro scherzo da numerosi soldati dell'esercito nazista, e vengono catturati e imprigionati nella fabbrica. Sean scopre che Dierker è un agente segreto nazista, e non esita a torturare Jules pur di far confessare a Sean di essere, in realtà, un agente segreto dell'Intelligence britannica. Sean non può confessare ciò che non è e Dierker, pur di farlo parlare, uccide Jules.
Da quel momento Sean comincia a provare un tremendo desiderio di vendetta nei confronti di Dierker. Sean riesce a liberarsi e si reca alla fattoria di Vittore in Francia, ma lungo il percorso scopre con orrore che l'esercito nazista ha invaso il paese mettendolo a ferro e fuoco. Dopo aver salvato Vittore e Veronique dalla crudeltà dei nazisti, i tre si dirigono verso Parigi, e trovano rifugio all'interno del Belle de Nuit, un locale di cabaret e ballerine burlesque di proprietà della famiglia di Veronique. Sean si nasconde e per tre mesi annega i suoi dispiaceri nell'alcool fino a quando viene contattato da Luc Gaudin, uno scrittore membro della Resistenza francese che vede in lui, grazie anche al coraggio dimostrato nell'affrontare Dierker, un membro ideale della Resistance per combattere i nazisti. Luc assegna a Sean diverse missioni atte a sabotare le forze tedesche a Parigi.
Sean incontra nuovamente Skylar Sinclair che, dopo averlo sedotto e drogato, lo porta da Bishop, dell'Intelligence britannica, che gli rivela che anche Skylar è un agente segreto e che proprio l'aver visto Sean in compagnia di Skylar ha convinto Dierker di avere a che fare con un agente sotto copertura. Bishop invoglia Sean a lavorare per lui in cambio di informazioni sulla posizione e le attività di Dierker, e Sean, inizialmente restio, decide di accettare.
Sean recupera una misteriosa cassa da un mausoleo su ordine di Bishop. Dopo averla consegnata, riceve l'informazione per rintracciare Dierker: il tedesco è in volo a bordo di uno Zeppelin in partenza da Parigi diretto a Berlino. Sean riesce a salire sullo Zeppelin e ad inseguire Dierker, ma quest'ultimo, dopo aver distrutto alcune bombole di idrogeno, si lancia col paracadute. Sean è costretto a lanciarsi senza paracadute, ma miracolosamente sopravvive alla caduta.
Ritornato a Parigi, Sean intuisce che tra Luc e Veronique si è instaurato un rapporto che potrebbe essere pericoloso per la ragazza, ma Luc lo invita a prendere contatto con un'altra cellula della resistenza di Parigi. Sean incontra quindi Margot, leader della cellula, che prima di potersi fidare di lui, lo incarica di salvare Yosef Bryman, il migliore agente di Margot, caduto nelle mani dei nazisti. A missione compiuta, Luc contatta Sean per informarlo che solo un'azione combinata di tutte le cellule della resistenza può liberare Parigi dal giogo dei nazisti, e incarica Sean di contattare il terzo e ultimo leader per organizzare un incontro.
Durante la riunione, ai quattro viene tesa un'imboscata che li costringe a scappare. In un breve incontro nel quartier generale della resistenza nelle catacombe, Luc rivela i suoi piani per il Grand Prix di Parigi: verrà ordinato un attacco simultaneo a tutti i punti nevralgici dell'esercito nazista durante la corsa dopo che l'auto pilotata da un membro della resistenza si sarà schiantata contro il palco d'onore. Sean, anche se poco convinto, accetta di correre, e decide di recuperare l'Aurora, l'auto con cui aveva corso al Gran Premio di Saarbrücken.
Nel frattempo Skylar obbliga Sean ad aiutarla a far fuggire il dottor Kessler, un illustre scienziato tedesco deciso a cambiare bandiera. Lo scienziato, però, non è disposto a lasciare la figlia Maria in Francia, e obbliga Sean a ritrovarla. Yosef indirizza Sean verso il comune della città, da cui riesce a fuggire con la ragazza, solo per scoprire che il quartier generale in cui si trovano Luc e Veronique è attaccato dai nazisti. Veronique viene catturata dai nazisti per colpa della codardia di Luc, e Sean, dopo averlo picchiato, lascia la Resistenza. Yosef suggerisce a Sean di intercettare le comunicazioni della Gestapo per scoprire dove viene tenuta Veronique, e scopre così che Veronique è tenuta prigioniera nel Palazzo di Giustizia, un luogo atroce nella zona di Notre-Dame. Riesce a far evadere Veronique poco prima che venisse giustiziata e la riporta da Luc. Ormai fuori dalla Resistenza, Sean rifiuta di pilotare l'auto durante il Grand Prix, ma scopre che proprio il suo amico Vittore si è fatto avanti al suo posto.
Poco prima della gara, Sean tramortisce Vittore e prende il suo posto, battendo Dierker e lanciando l'auto contro il palco d'onore, ma durante la corsa Yosef lo informa che il Belle de Nuit è sotto attacco poco prima di morire. Al termine della gara, Sean torna al Belle solo per trovarvi rovine annerite e il suo amico Vittore morente. Vittore, prima di morire, lo avverte che i nazisti sono diretti al rifugio segreto nella catacombe, e Sean si precipita sul posto. Durante la lotta, Luc rimane incastrato sotto un muro di roccia fatto crollare dai nazisti. Luc implora Sean di sparargli per non farlo catturare vivo dai nazisti, ma si rifiuta: sarà Veronique, ormai completamente convertita alla causa della Resistenza, ad uccidere il suo amante.
Skylar informa Sean che il dottor Kessler e sua figlia sono stati catturati dai nazisti, e convince Sean a seguirla in Germania con Veronique per salvarli. Sean ritorna quindi nella fabbrica in cui era stato ucciso Jules, e dopo aver salvato il dottore e la figlia ritornano in Francia. Qui scoprono che l'intera città è in rivolta e che il suo acerrimo nemico Dierker è diventato completamente pazzo. Sean si dirige al posto di comando di Dierker sulla Torre Eiffel. L'atmosfera che regna ai vari piani della Torre è particolarmente sinistra: molti ufficiali nazisti d'alto rango si sono suicidati con le loro amanti. Sean si scontra con Dierker al piano più alto della Torre, e al termine della lotta lo uccide buttandolo giù, vendicando finalmente Jules.

## Modalità di gioco
The Saboteur è un gioco d'azione in terza persona con elementi marcatamente stealth. Il giocatore può decidere di affrontare le missioni proposte utilizzando la forza bruta oppure operare con un approccio di basso profilo. La possibilità di scalare e arrampicarsi sui tetti e gli edifici di Parigi è un elemento fondamentale per la buona riuscita delle missioni, anche per via dei diversi percorsi individuabili per portarle a termine. Tra le abilità, Sean può travestirsi da nazista uccidendone uno senza farsi individuare e soltanto tramite combattimenti corpo a corpo.
Se il personaggio guidato dal giocatore si dirige in zone interdette al pubblico o tiene un comportamento "sospetto" (arrampicarsi, tenere un'arma in pugno, piazzare un esplosivo, ecc.) i soldati si insospettiranno e giunti ad una certa soglia segnalata da un indicatore sull'interfaccia daranno l'allarme con un fischietto ed inizieranno ad attaccare ed inseguire il personaggio. Utilizzando un travestimento nelle aree riservate o tenendo un atteggiamento "non sospetto" alla vista dei soldati, il giocatore può compiere alcune azioni senza che venga data l'allarme o comunque senza venire scoperto. Da qui la componente stealth e strategica del gioco.
Il giocatore ha la possibilità di guidare e rubare un gran numero di veicoli, dalle semplici auto guidate dagli abitanti parigini, ad auto da corsa speciali sbloccabili grazie ad una serie di missioni facoltative sparse sulla vasta area di gioco.
Un elemento molto importante del gameplay consiste nella scelta degli sviluppatori di dividere in due tipi le aree di gioco: le aree in cui il giocatore ha già distrutto i centri nevralgici dell'esercito nazista e le aree ancora occupate. In queste ultime, la particolarità risiede nella scelta di visualizzare gli ambienti in bianco e nero e sotto un continuo temporale, lasciando come uniche "macchie di colore" il rosso delle bandiere naziste od altri sporadici elementi. Ogni qualvolta il giocatore aumenta l'influenza della resistenza francese in un'area occupata (distruggendo postazioni ed altri elementi nazisti), il colore completo si diffonde nell'area circostante.
Distruggendo gli elementi di propaganda nazista sparsi per la città, dagli altoparlanti alle torri di osservazione, dalle postazioni dei cecchini ai carri armati, il giocatore può guadagnare punti al mercato nero da investire nell'acquisto di armi, munizioni, esplosivi e potenziamenti per armi e auto.
Al termine di ogni missione principale portata a termine con successo, il giocatore viene ricompensato da punti esperienza dai molteplici benefici: dalla riduzione dei prezzi per l'acquisto di armi al mercato nero all'aumento della precisione di fuoco delle armi, da maggiore maneggevolezza delle auto che è possibile guidare all'abilità di infiltrarsi di nascosto in un edificio nemico.
Da sottolineare, inoltre, il linguaggio utilizzato nel gioco particolarmente scurrile e l'abbondante presenza di nudi femminili, che nelle versioni console era possibile abilitare installando un DLC specifico, e che nella versione PC è stata inserita come opzione all'interno del menu di configurazione. Per questi motivi, il gioco è stato classificato Mature +17 da ESRB.

## Personaggi

### Alleati

#### Team Morini
- Sean Devlin: Si sa pochissimo del suo passato, se non che dieci anni prima delle vicende del gioco, Sean abbandonò la natia Irlanda per trovarsi un impiego come meccanico in un circuito di gara, finendo sotto l'ala protettrice di Vittore che, riscontratogli del talento, lo inizierà appunto alla carriera di pilota automobilistico. Dopo anni di rigorosa pratica e allenamento, Sean era pronto a rappresentare il Team Morini al volante dell'Aurora ma, dopo il suo fallimento al Grand Prix dell'estate 1940, la sua vita cambiò, soprattutto in seguito al più grave errore da lui commesso... Ora Sean è un combattente della Resistenza francese intento a trovare e uccidere il suo arcinemico Kurt Dierker con qualsiasi mezzo necessario e facendo qualsiasi cosa al solo fine di vendicare la morte del suo più grande amico Jules.
- Vittore Morini: Il capitano del Team Morini, fattosi le ossa dalle grondaie di Milano per diventare un campione del circuito ed infine il proprietario del suo team. Il legame tra Sean e Vittore è come se fosse quello tra padre e figlio.
- Jules Rousseau: Il meccanico e il miglior amico di Sean che ha testa soltanto per le gare e la sua famiglia. Svelto con gli scherzi e ancora più veloce con le donne, Jules è parecchio protettivo nei confronti di sua sorella Veronique ed estremamente leale in quelli di Sean.
- Veronique Rousseau: Nonostante il fatto che sia cresciuta al Belle de Nuit, s'è fatta un'idea del mondo ben piantata per terra. Tra lei e Sean c'è da sempre stato una certa attrazione latente, ma il destino, per non parlare di Jules, ci s'è sempre messo d'intralcio.

#### Capi della Resistenza
- Luc Gaudin: Luc è un carismatico leader della guerriglia che cerca di unire le varie fazioni ribelli di Parigi in un singolo movimento di Resistenza. La passione patriottica di Luc è una sorta di ispirazione per tutti coloro intenti ad opporsi all'occupazione nazista.
- Margot Bonnaire: Prima della guerra, Madame Bonnaire era un'amministratrice del Louvre. Quando vide i nazisti saccheggiare i tesori culturali della sua amata città, Margot vi imbastì la sua guerra privata. L'aspetto matronale di Bonnaire smentisce una mente acuta e una fredda volontà di uccidere nel nome dell'arte.
- Duval Mingo: Crescendo come un povero immigrato africano per le strade principali di Parigi, Duval Mingo apprese che ogni giorno è una lotta per la sopravvivenza. La vita sotto l'occupazione tedesca è quasi la stessa, ma i nazisti sono di gran lunga più forti e spietati di qualsiasi banda che Mingo abbia affrontato in precedenza.
- Santos: Santos è un noto contrabbandiere e la più grande figura della malavita parigina. Gli affari di Santos sono il mercato nero e da quando sono arrivati i nazisti gli affari non sono più andati così bene come prima. Regolarmente, Santos vende armi ed informazioni alla Resistenza, ma è motivato dal profitto anziché dal patriottismo.
- Padre Denis: L'uomo che si fa chiamare Padre Denis non è più un prete cattolico. Denis fu ridotto allo stato laicale dalla Chiesa Cattolica quando usufruì del pulpito per denunciare i crimini nazisti (la Chiesa è ufficialmente neutrale). Incolpò se stesso e la Chiesa per non aver salvato degli innocenti parigini dalle camere di tortura della Gestapo. Con l'aiuto di Sean intende redimersi.
- Le Crochet: Le Crochet, "l'uncino", prese il nome dall'uncino d'acciaio che indossa da quando la Gestapo gli mozzò la mano durante un interrogatorio. Come ufficiale veterano della Legione Straniera Francese, Le Crochet è un soldato altamente qualificato, nonché un bene prezioso per la Resistenza.
- Yosef Bryman: Yosef Bryman è un ebreo tedesco che si formò come ingegnere radiofonico prima di offrire i suoi servizi alla Resistenza francese. Bryman non è un granché come soldato, ma la sua lealtà e il suo talento nel manomettere le comunicazioni tedesche lo rendono un prezioso agente per la Resistenza.
- Dr. Felix Kwong: Il dottor Kwong è un brillante, anche se in qualche modo contorto, psicologo che vede l'occupazione nazista come un'opportunità per testare le sue teorie di guerra psicologica. Come Kwong ritiene: "Il vero campo di battaglia è la mente umana."

#### S.O.E.
- Skylar Sinclair: Quando Sean la incontrò per la prima volta, la scambiò per un'altra ricca ed annoiata ragazza infatuata di piloti professionisti. Non aveva idea che la bomba inglese era in realtà un'agente segreta e che le sue groupie erano semplicemente una copertura per ingannare la Gestapo. Skylar può sembrare una modella coperta, ma c'è molto di più di ciò che questa bellezza bionda soddisfa agli occhi.
- Bishop: Bishop è la mente subdola di diverse operazioni top secret del S.O.E. nella Francia occupata. Gli affari di Bishop sono segreti e vanno a gonfie vele. La vera identità di questo misterioso agente è uno dei più grandi segreti gelosamente custoditi.
- Wilcox: Questo freddo assassino scozzese è la guardia del corpo di Bishop e il suo braccio destro. Wilcox è il consumato commando del S.O.E.: duro, competente e freddamente spietato nell'inseguimento degli obiettivi della sua missione. Non è conosciuto per le sue "competenze personali".

#### Altri
- Dr. Kessler: Il dottor Kessler, prima di disertare, lavorava al piano di ricerca di armi atomiche per conto dell'esercito nazista. Ora è tenuto prigioniero dai tedeschi in attesa della sua condanna a morte per il suo tradimento. Ma il S.O.E. è molto interessato alle sue informazioni che sono di vitale importanza e quindi è intento a salvarlo al fine di distruggere il programma di ricerca nazista.
- Maria: È la figlia del dottor Kessler, il quale darebbe la sua stessa vita a costo di proteggerla.

### Nemici
- Kurt Dierker: Prima della guerra, Kurt Dierker si guadagnò una reputazione internazionale come uno dei più grandi piloti di auto da corsa del mondo. Successivamente, la Gestapo scoprì che Dierker aveva altre qualità più pratiche con le quali poteva servire il III Reich. Dierker scalò rapidamente i ranghi del controspionaggio tedesco, nel quale la sua fredda astuzia e le sue feroci tecniche d'interrogatorio si dimostrarono estremamente efficaci nello smascherare spie e traditori. Kurt Dierker è l'antagonista di questa storia e Sean ha promesso di trovarlo ed ucciderlo per saldare il debito con il suo vecchio amico Jules, brutalmente assassinato.

Inoltre Dierker dopo essere ucciso cade dalla Torre Eiffel 
- Generale Eckhardt: Il generale Eckhardt è il comandante in carica per il programma di armi atomiche dell'esercito tedesco. Prima della guerra, Eckhardt era il direttore delle officine Doppelsieg. Ora usa la sua compagnia come copertura per la ricerca di armi segrete.
- Franziska: Franziska è la guardia del corpo di Eckhardt e il capo della sicurezza. Questa bellezza dal cuore nero ha una reputazione per il suo sadismo e per la sua volontà di uccidere in un batter d'occhio.

## Distribuzione

Logo del gioco

The Saboteur è l'ultimo gioco sviluppato da Pandemic Studios. Subito dopo l'uscita, infatti, la software house è stata messa in liquidazione.
Sviluppato con il motore proprietario Odin Engine già utilizzato per il precedente Mercenaries 2: Inferno di fuoco, alla sua uscita il gioco ha scatenato le proteste dei giocatori in quanto mancante di supporto per le schede grafiche ATI. Inoltre, un problema su pc con processore Quad Core ha obbligato i giocatori a disabilitare il flusso dati multi-processore, costringendo il flusso su un solo core. Il 18 dicembre 2009 Pandemic Studios ha pubblicato una patch beta fornendo una soluzione alternativa per risolvere il problema.

## Accoglienza
Il gioco ha ricevuto un punteggio di 7.5/10 su IGN, che ne ha esaltato la qualità degli effetti sonori e le visuali in bianco e nero, criticando il gameplay mal sviluppato e il reparto animazioni.
The Games Machine ha assegnato al gioco un punteggio di 80/100, criticando la realizzazione tecnica poco precisa e animazioni poco curate, pur lodando l'ottimo doppiaggio italiano e l'atmosfera di grande impatto della Parigi occupata.
Multiplayer.it ha dato al prodotto la valutazione di 7,8/10, commentando: «The Saboteur è un titolo molto divertente, che parte da basi free roaming alla GTA per poi prendere una deriva action platform che nonostante sia prona verso una certa ripetitività di fondo, riesce nell'intento di non annoiare troppo [...]. Purtroppo non tutto però funziona, l'intelligenza artificiale è francamente rivedibile, così come l'impianto narrativo di fondo, mal sfruttato visto il setting del gioco.». Fornisce inoltre una discretamente positiva valutazione per quanto concerne grafica ed aspetti tecnici.